# Драгомиров Абрам Михайлович
Абрам Михайлович Драгомиров (нар. 1868 — 1955) — військовий, генерал від кавалерії.
Син М. Драгомирова — російського військового і державного діяча, у 1898—1903 роках генерал-губернатора Київського, Подільського і Волинського. У 1893 році закінчив Миколаївську військову академію Генерального штабу. Протягом 1910—1912 років командував 9-м гусарським полком.
Під час Першої світової війни командував збірним кінним та 9-м армійським корпусами, 5-ю армією. За Галицьку битву нагороджений орденами св. Георгія 4-го та 3-го ступеня. В квітні-травні 1917 року — головнокомандувач армій Північного фронту, за опір політиці демократизації армії Тимчасового уряду був звільнений у відставку.
Взимку 1918 року повернувся до Києва, звідки незабаром виїхав до білогвардійської Добровольчої армії. Від серпня 1918 року — помічник Головного командувача Добровольчої армії. З вересня 1918 року був головою Особливої наради при Головнокомандуючому. Згодом командував військами Київської області, головноначальник Київської області (з вересня 1919), генерал для доручень в уряді П. М. Врангеля (1920).
Емігрував, активний учасник «Русского общевоинского союза». Під час Другої світової війни підтримував армію генерала Андрія Власова.
Помер у 1955 році під Парижем.